# Rosenhügel (Budapest)

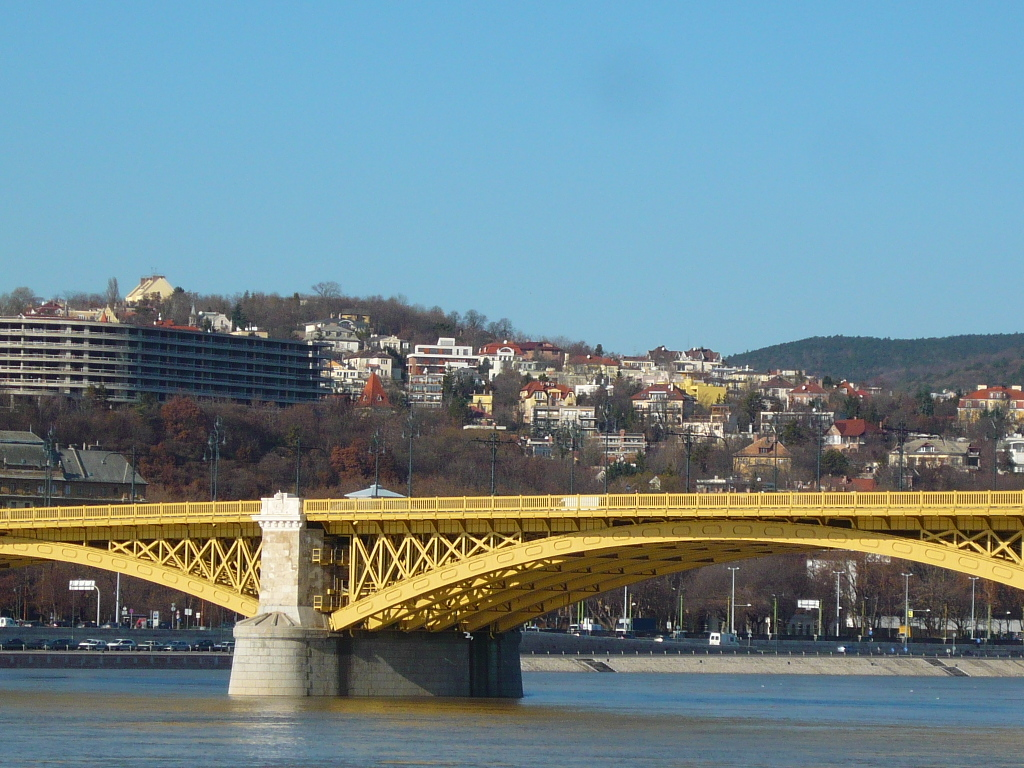
Margaretenbrücke mit dem Rosenhügel im Hintergrund

Der Rosenhügel (ungarisch Rózsadomb [ˈroːʒɒˌdomb]) ist ein Stadtteil im II. Bezirk der ungarischen Hauptstadt Budapest. Er liegt westlich der Margaretenbrücke und nördlich des Széll Kálmán tér (1951–2011 Moszkva tér). Seit geraumer Zeit gehört er zu den bevorzugten Wohngebieten Budapests, entsprechend hoch sind die Grundstücks- und Immobilienpreise in dem hügeligen und grünen Viertel. Viele Prominente und Politiker wohnen hier. Der Rosenhügel ist geprägt von Villen, Alleen und Spazierwegen, die bis ins Kühle Tal (ungarisch Hüvösvölgy) reichen.
Ein besonders interessanter Ort ist die Türbe des Gül Baba (Türbe = Grabmal, Gül Baba = türkisch Vater der Rosen). Sie befindet sich in der Mecset utca 14, auf dem Gelände einer alten Villa. Errichtet wurde sie 1543 bis 1548 für den türkischen Derwisch Gül Baba, der in Buda lebte und 1541 bei einer Feier in der zur Moschee umgestalteten Matthiaskirche starb. Heute ist der Kuppelbau mit Gül Babas Sarkophag ein Museum.
Es gibt als Sehenswürdigkeiten auch zwei Tropfsteinhöhlen: der Zugang zur Szemlőhegy-Höhle (ungarisch: Szemlőhegyi Barlang)  befindet sich mitten im Wohngebiet auf dem Grundstück  Pusztaszeri út 37 (47° 31′ 42,7″ N, 19° 1′ 32,4″ O), die am Waldrand gelegene  Pálvölgyi-Höhle befindet sich Szépvölgyi út 162 (47° 31′ 59,2″ N, 19° 0′ 57,3″ O). Beide Höhlen sind öffentlich zugänglich.
In der Csalán út 29 befindet sich das Béla-Bartók-Gedenkhaus, zum Gedenken an den ungarischen Komponisten Béla Bartók. Er selbst lebte in dieser Villa, bevor er in die USA emigrierte. Man findet dort auch noch einige seiner Möbel und Musikinstrumente. Die Villa wird heute aber auch für Kammermusikkonzerte genutzt. Im Garten steht das Bartók-Denkmal des ungarischen Bildhauers Imre Varga.
Koordinaten: 47° 30′ 57,1″ N, 19° 1′ 2,3″ O